# Снайперская винтовка Чукавина
Снайперская винтовка Чукавина (СВЧ, индекс ГРАУ — 6В14) — самозарядная снайперская винтовка, разработанная «концерном „Калашников“» под руководством А. Ю. Чукавина.

## История
Винтовка СВЧ разработана «концерном „Калашников“» в инициативном порядке в рамках ОКР «Жнец». Сконструирована на базе винтовки СВК. Впервые была представлена в августе 2017 года на военно-техническом форуме «Армия».
СВЧ разрабатывалась с учетом пожеланий снайперов специальных подразделений ВС РФ, ФСБ РФ и других силовых структур РФ.
На февраль 2021 года СВЧ проходила цикл государственных испытаний, которые были окончены в октябре того же года (по другим данным испытания были завершены в октябре 2023 года).
В августе 2022 года президент «концерна „Калашников“» Алан Лушников заявил, что винтовка должна начать поступать в войска в 2022 году. Тогда же ей был присвоен индекс ГРАУ 6В14. В ноябре 2022 года принято решение начать закупку винтовок для нужд армии. Заключён контракт между Минобороны РФ и «концерном „Калашников“» на первую партию.
В феврале 2023 года Лушников сообщил, снайперская винтовка Чукавина начала производиться серийно.
По словам Лушникова, в конце мая 2023 года винтовка принята на вооружение российской армии. Также он добавил, что отзывы военнослужащих о новом оружии — позитивные.
В декабре 2023 года «концерн „Калашников“» передал заказчику первую серийную партию винтовок.

## Конструкция
В основе конструкции СВЧ лежит идея Е. Ф. Драгунова, применённая им в опытном малогабаритном автомате МА: винтовка имеет «перевёрнутую» компоновку со стальной ствольной коробкой П‑образного сечения, в которой в «подвешенном» состоянии располагается затворная группа. При такой компоновке на прочную верхнюю шину с направляющими монтируются основные детали оружия. Все остальные элементы не несут существенных нагрузок и могут быть выполнены из лёгких сплавов или пластика. В классических схемах СВД и АК отсутствуют верхние направляющие, а затворная рама двигается по нижним, здесь же сделано наборот — затворная рама и затвор перемещаются по верхней шине.
Автоматика работает по принципу отвода части пороховых газов через отверстие в стенке ствола с коротким ходом газового поршня. Запирание ствола происходит поворотом затвора с тремя боевыми упорами. В конструкции предусмотрен ручной газовый регулятор, обеспечивающий надежную и комфортную стрельбу как в обычной конфигурации (с пламегасителем), так и с установленным прибором малошумной стрельбы (глушителем). Снизу к ствольной коробке присоединяется корпус ударно-спускового механизма, выполненный из алюминиевого сплава заодно с приёмником магазина и спусковой скобой.
Органы управления оружием двусторонние, усилие спуска регулируемое. На верхней поверхности ствольной коробки расположена планка Пикатинни для установки современных прицельных комплексов. Открытые прицельные приспособления при необходимости устанавливаются на эту же планку. Пластмассовый телескопический приклад с регулируемых подщёчником складывается на левую сторону. Винтовка может комплектоваться складной регулируемой сошкой и тактическим глушителем.
При использовании снайперских патронов кучность стрельбы из винтовки во всех вариантах на дистанцию 100 м не превышает 30 мм (1 МОА) и этот параметр улучшен на 25–30% относительно СВД.

## Варианты
- СВЧ-54 — вариант под патрон 7,62 × 54 мм R. Использует магазин СВД.
- СВЧ-308 — вариант под патрон 7,62 × 51 мм НАТО.
- СВЧ-8,6 — вариант под патрон .338 Lapua Magnum. Имеет увеличенные габариты ствольной коробки, приёмника магазинов и затворной группы[15].